# 李盛霖
李盛霖（り　せいりん）は、中華人民共和国の政治家。元中華人民共和国交通運輸部部長。

## 学歴
- 鎮江農業機械学院学院農業機械系（現在江蘇大学）卒業

## 略歴
- 1973年6月 - 中国共産党入党

- 1983年 - 天津市市人民政府副秘書長、天津市紡績工業局長、党委副書記等を歴任

- 1989年2月 - 天津市計委主任

- 1991年11月 - 天津市副市長

- 1993年5月 - 中共天津市委副書記、副市長

- 1997年9月 - 中共第15次全国人民代表大会、中央委員

- 1998年5月 - 2002年2月 - 中共天津市委副書記、天津市市長

- 2003年5月 - 2005年12月 - 国家経済貿易委員会副主任

- 2005年12月 - 交通部部長

- 2008年3月 - 交通運輸部部長

- 2012年8月2日 - 部長職を免職となる[1]

中共第十五届、十六届、十七届中央委員